# Shun Akiyama
Shun Akiyama (japanisch 秋山 駿, Akiyama Shun; * 1930 in der Präfektur Tokio; † 2. Oktober 2013 in Tokio) war ein japanischer Literaturkritiker und Buchautor.

## Leben und Werk
Akiyama studierte französische Literatur an der Waseda-Universität. Er unterrichtete Literatur an der Universität für Landwirtschaft und Technologie Tokio und an der Kunsthochschule Musashino. 1960 erhielt er den Gunzō-Nachwuchspreis für „Kobayashi Hideo“, eine kritische Studie in fast Buchumfang über den bekannte Schriftsteller. Neben seinen Literaturkritiken ist Akiyama bekannt für seine kontemplativen Essays zu breiteren Fragen der menschlichen Existenz. Dazu gehört sein 1967 veröffentlichtes Buch „Naibu no ningen“ (内部の人間) – etwa „Der innere Mensch“. Seine kritische Studie über Oda Nobunaga wurde ein Bestseller und brachte ihm den Yomiuri-Literaturpreis. Er wirkte selbst an den Auswahlkomitees für verschiedene Literaturpreise mit.
Ein weiteres Werk ist „Shirezaru honoo: Hyōden Nakahara Chūya“ (知れざる炎　評伝中原中也) – etwa „Die unbekannte Flamme: eine kritische Biographie zu Nakahara Chūya“.